# Halowe Mistrzostwa Europy w Lekkoatletyce 1983 – skok o tyczce mężczyzn
Skok o tyczce mężczyzn – jedna z konkurencji technicznych rozgrywanych podczas halowych lekkoatletycznych mistrzostw Europy w Sportscsarnok w Budapeszcie. Rozegrano od razu finał 6 marca 1983. Zwyciężył reprezentant Związku Radzieckiego Władimir Polakow. Tytułu zdobytego na poprzednich mistrzostwach nie bronił Wiktor Spasow z ZSRR.

## Rezultaty

### Finał
Wystąpiło 21 skoczków.

Opracowano na podstawie materiału źródłowego.
| Miejsce | Zawodnik              | Wynik |
| ------- | --------------------- | ----- |
| 1       | Władimir Polakow      | 5,60  |
| 2       | Aleksandrs Obižajevs  | 5,60  |
| 3       | Patrick Abada         | 5,55  |
| 4       | Atanas Tyrew          | 5,55  |
| 5       | Tadeusz Ślusarski     | 5,50  |
| 6       | Miro Zalar            | 5,45  |
| 7       | František Jansa       | 5,40  |
| 8       | Peter Volmer          | 5,40  |
| 9       | Władysław Kozakiewicz | 5,30  |
| 10      | Alberto Ruiz          | 5,30  |
| 11      | Serge Ferreira        | 5,30  |
| 12      | Ferenc Salbert        | 5,20  |
| 12      | Gerhard Schmidt       | 5,20  |
| 14      | Mauro Barella         | 5,20  |
| 15      | Iwo Janczew           | 5,20  |
| 16      | Hermann Fehringer     | 5,20  |
| 16      | Ernö Makó             | 5,20  |
| 18      | Marian Kolasa         | 5,20  |
| 19      | József Novobáczky     | 5,20  |
| –       | Siergiej Kulibaba     | NM    |
| –       | Thierry Vigneron      | NM    |